# Liberalism (internationella relationer)
Liberalism är en doktrin eller tankeskola i internationella relationer som inte betraktar staten som en sluten politisk enhet, utan låter bland annat icke-statliga organisationer, företag och medborgare driva egna agendor i den internationella politiken.
Liberalism brukar räknas som en form av idealism.
Inom liberalismen är demokrati och mänskliga rättigheter viktigt för världsfreden. 